# Хопкрофт, Джон Эдвард
Джон Эдвард Хопкрофт (англ. John Edward Hopcroft; род. 7 октября 1939 года, Сиэтл, США) — американский учёный в области теории вычислительных систем, лауреат премии Тьюринга.
Член Национальной инженерной академии США (1989), Национальной академии наук США (2009).

## Биография
Хопкрофт получил в 1961 году степень бакалавра в университете Сиэтла, после чего перешёл в Стэнфордский университет и получил там звания мастера наук (1962) и доктора философии (1964). После трёхлетней работы доцентом в Принстонском университете, Хопкрофт начинает работать в Корнеллском университете, где с 1972 года имеет полную профессуру по прикладной математике и информатике. Он получал именные стипендии Joseph C. Ford-профессор и Joseph Silbert-декан. В настоящее время — IBM-профессор.
Его исследовательская деятельность состоит из теоретических аспектов информатики, в частности анализа алгоритмов, теории автоматов и теории графов. Хопкрофт — соавтор нескольких книг о формальных языках и конечных автоматах.
Вместе с Ричардом Карпом Хопкрофт разработал в 1973 году алгоритм для нахождения максимального паросочетания в двудольных графах, работающий за время {\displaystyle O({\sqrt {V}}E)}. Кроме того, Роберт Тарьян и Джон Хопкрофт разработали алгоритм для нахождения ориентации рёбер в неориентированном графе с целью создания сильно связного графа. Оба алгоритма были названы в честь их изобретателей.
В 1986 году Хопкрофт и Тарджан были награждены премией Тьюринга за «фундаментальный вклад в разработку и анализ алгоритмов и структур данных».
В 1992 году Джон Хопкрофт был назначен президентом США Джорджем Бушем в Национальный научный совет.
В 2008 году Джону Хопкрофту была присуждена премия АСМ имени Карла В. Карлстрома (Karl V. Karlstrom) как выдающемуся преподавателю.
31 августа 2009 года учёный совет СПбГУ ИТМО избрал Джона Хопкрофта почётным доктором Санкт-Петербургского государственного университета информационных технологий, механики и оптики.

## Награды и отличия
- 1986 — Премия Тьюринга
- 1986 — почётный член Американской академии искусств и наук
- 1987 — почётный член Американской ассоциации по поддержке науки
- 1987 — почётный член Института инженеров по электротехнике и электронике (IEEE)
- 1990 — Honoris causa от университета Сиэтла
- 1994 — почётное членство в Ассоциации вычислительной техники (ACM)
- 2005 — Мемориальная премия Гарри Гуда
- 2008 — премия АСМ Карла В. Карлстрома (Karl V. Karlstrom) как выдающемуся преподавателю
- 2009 — почётный член Общества промышленной и прикладной математики
- 2009 — почётный доктор Санкт-Петербургского государственного университета информационных технологий, механики и оптики
- 2017 — Премия основателей NAE[7]
- 2017 — C&C Prize

### На русском языке
- Ахо, Альфред В.; Хопкрофт, Джон; Ульман, Джеффри. Структуры данных и алгоритмы = Data Structures and Algorithms. — Издательский дом «Вильямс», 2000. — 384 с. — ISBN 5-8459-0122-7 (рус.) / ISBN 0-201-00023-7 (англ.).
- Хопкрофт, Джон; Мотвани, Раджив; Ульман, Джеффри Д. Введение в теорию автоматов, языков и вычислений = Introduction to Automata Theory, Languages, and Computation. — М.: «Вильямс», 2002. — С. 528. — ISBN 0-201-44124-1.